# Aparcament en línia

Maniobra d'aparcament en línia

L'aparcament en línia o aparcament en paral·lel és una forma d'estacionament d'automòbils que consisteix a situar el vehicle en una línia paral·lela al lateral de la calçada, a diferència de l'aparcament en bateria on se situen els vehicles en perpendicular o obliquament a la vora de la calçada.
La maniobra d'aparcament en línia requereix sobrepassar el buit on es va a aparcar i situar-paral·lelament a el vehicle estacionat davant, amb la part posterior alineada amb ell. Llavors s'ha de girar marxa enrere per entrar en l'espai lliure i després redreçar la direcció quan s'ha acostat prou la part posterior a la vora. És possible que s'hagi de reajustar la posició tornant a girar cap endavant i enrere si no s'ha aconseguit alinear correctament a la primera o l'espai és molt ajustat.